# Bluesmobile
Bluesmobile Band – polski zespół bluesrockowy, założony w 1999 roku przez krakowskich muzyków: Tadeusza Pocieszyńskiego (Monkey Business), Jacka Chruścińskiego (Wawele, Charming Beauties, Seven B) i Artura Malika (Lombard, Funk de Nite). 
Album zespołu pt. Pojedynczy Człowiek w rankingu Blues Top 2002 pisma Twój Blues został sklasyfikowany na trzecim miejscu w kategorii „Płyta roku”. W tym samym roku grupa wystąpiła na głównej scenie festiwalu Rawa Blues oraz jako gwiazda na festiwalu Jesień z Bluesem w Białymstoku. Muzycy prezentowali swój program również na wielu festiwalach, m.in. w Sopocie, Koninie, Białymstoku, Krośnie, Katowicach, Ostrowie Wlkp i poza granicami Polski: we Francji (Lille, Armontierre), w Niemczech (Wuppertal, Kolonia, Berlin), w Holandii (Nijmegen), na Węgrzech (Budapeszt) i na Ukrainie (Kijów). Dla TVP zespół zrealizował dwa teledyski. W roku 2010 ukazała się płyta DVD zespołu pt. Dla przyjaciół.

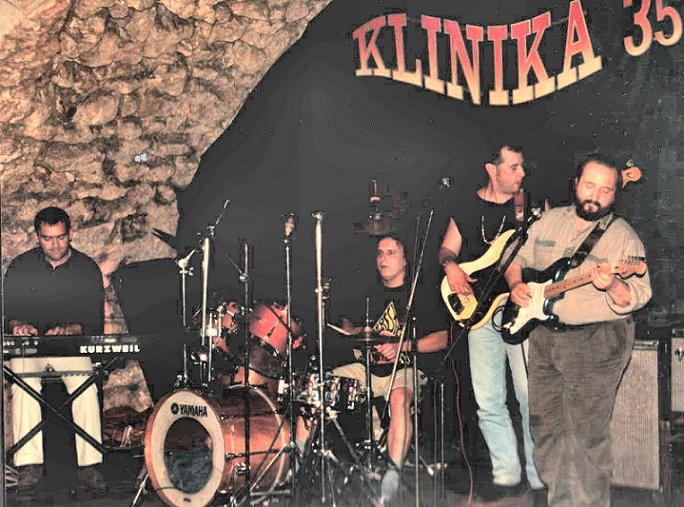
Początki zespołu Bluesmobile - rok 1999

## Skład
- Tadek Pocieszyński – gitara, śpiew
- Jacek Chruściński – gitara basowa, śpiew
- Adam Niedzielin – instrumenty klawiszowe
- Artur Malik – perkusja

### Gościnna współpraca
- Wiesław Błażkiewicz – perkusja
- Atma Anur
- Andrzej Rojek – saksofon

## Dyskografia
- Live at KDK
- Pojedynczy człowiek